# 日本基督教団金沢長町教会
日本基督教団金沢長町教会（にほんきりすときょうだん かなざわながまちきょうかい）は、石川県金沢市にある、旧メソジスト系の日本基督教団の教会である。
1888年（明治21年）1月、カナダ・メソジスト教会のD・R・マッケンジーが、チャールズ・イビーの自給伝道隊の呼びかけに応じた一人として来日する。第四高等学校で英文学の講師になる。講義の傍ら、自宅で英語聖書会を開く。これが、メソジスト派の金沢伝道の最初になる。
1890年（明治23年）6月に東京麻布での日本メソヂスト教会の第2年回で、金沢部会を設けJ・W・サンビーを部会長として派遣することを決議した。1891年（明治24年）にカナダ・メソジスト・ミッションは兼六園の入口、広坂通に土地と建物を購入し、日本メソヂスト金沢教会と名付けた。サンビーは翌1892年（明治25年）に病に倒れ、カナダに一時帰国する。
1891年（明治34年）にカナダ・メソジスト婦人伝道会が進出し、M・J・カニンガムとハーグレーブが赴任し、「婦女子の授産所」「孤女院」「幼稚園」などの事業を展開する。
1892年（明治35年）にマッケンジーがカナダ・ウェスレアン・メソジスト教会（日本メソヂスト教会）の牧師になる。1893年（明治26年）、マッケンジーが金沢部会長になる。同時に、金沢英学院を設立する。また、日露戦争で戦死した金沢連隊の兵士の遺族の救済のために金沢育児院を設立した。
1910年（明治43年）に広坂1番地から広坂通27番地に会堂を移築した。
1941年（昭和16年）、日本基督教団に加入し、名称を日本基督教団金沢広坂教会に改称した。
1955年（昭和30年）現在地に移転し、名称を日本基督教団金沢長町教会に改称した。

## 交通アクセス
- 北陸鉄道
  - 石川線　野町駅下車　徒歩約１6分
  - バス「香林坊」下車　徒歩約３分